# 서셈어군
서셈어군은 셈어파의 가설적인 하위 분파이다. 1883년 독일의 동양학자 프리츠 호멜(Fritz Hommel)이 처음 제시한 용어로, 나중에 여러 셈학 연구자들에 의해 받아들여졌다.
동셈어군(아카드어 등)과 병행하여 셈어파의 양대 분파라고 여겨진다. 하위에는 성립이 분명한 여러 하위 어군(현대 남아라비아어, 고대 남아라비아어, 에티오피아어군, 아랍어(및 그 방언), 북서셈어(히브리어 등)가 포함된다. 이 중 남아라비아계 언어와 에티오피아계 언어는 함께 남셈어군이라는 분류로 묶이는 경우도 있다. 그러나 이러한 언어군들을 셈어파 내에서 분류하는 문제는 여전히 잘 합의된 사실이 없다.

## 하위 어군
- 중앙셈어군
- 남셈어군